# Humberto Roque Villanueva
Humberto Roque Villanueva es un político mexicano, perteneciente al Partido Revolucionario Institucional, originario de Coahuila, presidente del PRI y precandidato a la Presidencia de la República en 1999, elecciones internas que ganó Francisco Labastida Ochoa. A fines de 1994, es designado a líder de la fracción priista ante el congreso de la unión tomando el puesto que hubiese estado a cargo de José Francisco Ruiz Massieu, quien muere asesinado en septiembre de 1994.
Se le conoce en México por la señal obscena hecha el 17 de marzo de 1995 y nombrada como la Roqueseñal, con la cual celebró jubilosamente el aumento del 50 por ciento (del 10 al 15 por ciento) del Impuesto al Valor Agregado (IVA) en la cámara de diputados, al aprobar con mayoría del PRI, de cuya bancada era el líder.